# István Halász
Pour les articles homonymes, voir Halász.
Dans le nom hongrois Halász István, le nom de famille précède le prénom, mais cet article utilise l’ordre habituel en français István Halász, où le prénom précède le nom.
István Halász (né le 12 octobre 1951 à Rakamaz en Hongrie et décédé le 4 juin 2016) est un footballeur international hongrois, qui évoluait au poste de milieu de terrain.

## Biographie

### Carrière en club
István Halász joue principalement en faveur du FC Tatabánya et du Vasas SC.
Il dispute un total de 217 matchs en première division hongroise, inscrivant 40 buts. Il réalise sa meilleure performance lors de la saison 1976-1977, où il inscrit 11 buts.
Il joue également deux matchs en Coupe des coupes.
Avec le Vasas SC, il se classe troisième du championnat de Hongrie à deux reprises, et remporte une Coupe de Hongrie.

### Carrière en équipe nationale
István Halász joue quatre matchs en équipe de Hongrie, inscrivant deux buts, entre 1977 et 1978.
Il reçoit sa première sélection en équipe nationale le 9 novembre 1977, en amical contre la Tchécoslovaquie. Lors de cette rencontre, il inscrit son premier but avec la Hongrie, pour match nul 1-1 à Prague. Par la suite, le 30 novembre 1977, il joue un match contre la Bolivie, rentrant dans le cadre des éliminatoires du mondial 1978 (victoire 2-3 à La Paz). Il inscrit à nouveau un but lors de ce match.
Il est ensuite retenu par le sélectionneur Lajos Baróti afin de participer à la Coupe du monde de 1978. Lors du mondial organisé en Argentine, il joue un match contre l'Italie (défaite 3-1).

## Palmarès
Vasas SC
- Coupe de Hongrie (1) :
  - Vainqueur : 1980-81.
  - Finaliste : 1979-80.